# ГЕС Цзіньшуйтань
ГЕС Jǐnshuǐtān (紧水滩水电站) — гідроелектростанція на сході Китаю у провінції Чжецзян. Знаходячись перед ГЕС Шітанг, входить до складу каскаду у сточищі річки Daxi, лівої твірної Oujiang (впадає до Східнокитайського моря біля міста Веньчжоу). 
В межах проекту ліву твірну Daxi річку Longquan перекрили бетонною арковою греблею висотою 102 метра, довжиною 351 метра та шириною від 5 (по гребеню) до 25 (по основі) метрів. Вона утримує водосховище з площею поверхні 34,3 км2 та об’ємом 1040 млн м3 (корисний об’єм 553 млн м3), в якому припустиме коливання рівня у операційному режимі між позначками 164 та 184 метра НРМ (під час повені рівень може зростати до 192,7 метра НРМ, а об’єм – до 1339 млн м3). 
Пригреблевий машинний зал обладнали шістьома турбінами типу Френсіс потужністю по 50 МВт, які використовують напір у 69 метрів та забезпечують виробництво 490 млн кВт-год електроенергії на рік.
Видача продукції відбувається по ЛЕП, розрахованим на роботу під напругою 220 кВ та 110 кВ.